# Barbula
Barbula là một chi rêu trong họ Pottiaceae.